# Teodora Paleóloga (imperatriz bizantina)
Teodora Ducena Vatatzina (em grego: Θεοδώρα Δούκαινα Βατάτζαινα; c. 1240 - 4 de março de 1303), melhor conhecida como Teodora Paleóloga, foi uma imperatriz-consorte de Niceia e, depois, imperatriz-consorte bizantina, esposa de Miguel VIII Paleólogo.

## Família
Teodora era filha de João Ducas Vatatzes (n. 1215) e Eudócia Angelina, nomes preservados na obra de Jorge Acropolita. Seus avós paternos foram o sebastocrator Isaac Ducas Vatatzes (m. 1261) e sua esposa de nome desconhecido. Isaac era o irmão mais velho de João III Ducas Vatatzes, que reinou no Império de Niceia entre 1221 e 1254.
Seus avós maternos foram o protoestrator João Comneno Ângelo e sua esposa de nome desconhecido. Seu nome indica que ele era membro da família Ângelo. Porém, não se sabe a relação exata entre os membros da família. Contudo, João III e Isaac eram provavelmente filhos do doméstico Basílio Vatatzes, morto na batalha de Arcadiópolis contra as forças de João Asen I da Bulgária em 1193, enquanto a mãe seria uma prima, de nome desconhecido, dos imperadores Isaac II Ângelo e Aleixo III Ângelo.
A obra "Europäische Stammtafeln" (1978), especializada na genealogia das famílias europeias, sugere que a esposa de Basílio seria uma filha de Isaac Ângelo, estratego da região da Cilícia em 1170.
Este Isaac aparece na mesma obra como sendo filho de Constantino Ângelo, drungário da Sicília (c. - depois de julho de 1166) e sua esposa Teodora Comnena. Esta Teodora, finalmente, era a filha mais nova de Aleixo I Comneno e Irene Ducena.

## Casamento
Acropolita menciona que a mãe de Teodora morreu na década de 1250 e que seu pai morreu jovem, deixando Teodora sob os cuidados de seu tio-avô, João III, que ele afirma ter "amado-a como uma filha".
Em 1253, João III arranjou o casamento de Teodora com Miguel Paleólogo, um bisneto de Aleixo III Ângelo e Eufrósine Ducena Camaterina e que ascendia rapidamente na corte bizantina por conta de suas relações familiares e de também de suas habilidades pessoais.
João III morreu em 3 de novembro de 1254 e foi sucedido por seu único filho, Teodoro II Láscaris. Teodoro, por sua vez, era primo em primeiro grau de João Ducas Vatatzes, o pai de Teodora. Assim, Teodora e Miguel continuaram sendo parentes próximos do novo imperador que, contudo, se apoiava em burocratas de classe média ao invés de buscar o apoio das grandes famílias da aristocracia bizantina.
Este fator obviamente resultou numa feroz oposição da nobreza contra o imperador e seu principal ministro, o grande doméstico Jorge Muzalon. Miguel se tornou um dos líderes da facção aristocrática e, em 1256, foi acusado de conspirar com os enviados do sultão seljúcida Caicaus II, do Sultanato de Rum. Ele se auto-exilou para a corte de Caicaus em Icônio, mas não se sabe se Teodora seguiu ou marido ou se ficou com o primo em Niceia.
Dois anos depois, Teodoro reconvocou Miguel do exílio, prometendo-lhe segurança e um posto na corte. Miguel recebeu de volta a sua posição de grande conostaulo, o chefe dos mercenários "francos" (como eram chamados os latinos invasores). Teodoro sofria de epilepsia e morreu durante um ataque em 15 de agosto de 1258.
Teodoro foi sucedido por seu único filho, João IV Láscaris, um primo de segundo grau de Teodora. Jorge Muzalon foi, inicialmente, regente e guardião do menino, juntamente com Arsênio Autoriano, patriarca de Constantinopla no exílio. A regência de Muzalon se mostrou curta e resultou em sua morte, com Miguel assumindo o seu lugar. Arsênio continuou nominalmente como guardião, mas se refugiou no Mosteiro de Pasquásio e não tinha contato com o garoto. Teodora se viu então casada com o imperador de facto do Império Bizantino.

## Imperatriz
Como regente, Miguel se auto-nomeou mega-duque no final do verão de 1258 e déspota no mês seguinte. Em 1 de janeiro, foi proclamado coimperador em Ninfeu, com o apoio de seus aliados da facção aristocrática e também por um novo aliado, a República de Gênova. Teodora era a única imperatriz.
Em 25 de julho de 1261, Aleixo Estrategópulo capturou Constantinopla, a capital do Império Latino. A maior parte do exército latino estava em campanha e jamais retornou para sua antiga capital. O imperador latino, Balduíno II de Courtenay escapou numa galé veneziana para Negroponte e ali permaneceria até morrer.
Miguel se aproveitou do sucesso de seu general e entrou em Constantinopla em 15 de agosto de 1261, com Teodora e a família vindo logo depois. Em setembro, se fez coroar imperador bizantino. Teodora foi coroada augusta e o filho mais velho - ainda vivo - do casal, Andrônico, recebeu o título de co-imperador.
João IV, o herdeiro legítimo, ficou em Niceia. No Natal de 1261, seu aniversário de onze anos, ele foi deposto e cegado, passando o resto da vida como um monge. Ele morreu por volta de 1305.
Teodora permaneceu como imperatriz-consorte até a morte do marido em 11 de dezembro de 1282. Ela, porém, viveu ainda mais vinte e um anos e conviveu com a amante do marido, chamada Diplovatatzina, que era provavelmente parente de Teodora. Porém, Paquimeres não esclarece a relação entre as duas. "Diplo" é o termo grego para "segunda".

## Filhos
Teodora e Miguel tiveram sete filhos:
- Manuel Paleólogo (ca. 1255–antes 1259)
- Irene Paleóloga (ca. 1256–antes de 1328), que se casou com João Asen III da Bulgária.
- Andrônico II Paleólogo (1259–1332).
- Ana Paleóloga (ca. 1260–1299/1300), que se casou com Demétrio (Miguel) Comneno Ducas, filho de Miguel II Comneno Ducas e Teodora Petralifena.
- Constantino Paleólogo (1261–1306), que casou-se com Irene Raulena, sua prima de segundo grau.
- Teodora Paleóloga, que se casou com o rei David IV da Geórgia.
- Eudócia Paleóloga, que se casou com João II de Trebizonda.
- Teodoro Paleólogo (ca. 1263 – depois de 1310)